# Saul David
Saul David (* 1966 in Monmouth, Wales) ist ein britischer Militärhistoriker und Rundfunkjournalist sowie Autor historischer Romane. In Großbritannien ist er einem größeren Publikum durch häufige Auftritte in Fernseh- und Hörfunksendungen bekannt, bei denen er als Moderator oder Experte überwiegend Themen aus der Militär- und Imperialgeschichte Großbritanniens behandelt.

## Leben
Saul David wuchs in Herefordshire und Monmouthshire auf und machte seine A-Levels am Ampleforth College. Seinen Master in Geschichte erwarb er an der University of Edinburgh und promovierte an der University of Glasgow. Von 2007 bis 2008 lehrte er Militärgeschichte an der University of Hull. 2009 wurde er an die University of Buckingham berufen, an der er einen Lehrstuhl für Kriegsgeschichte innehat.

## Veröffentlichungen (Auswahl)

### Sachbücher
- Churchill's sacrifice of the Highland Division, France 1940. Brasseys, London 1994, ISBN 1-85753-039-X.
- Mutiny at Salerno: An Injustice Exposed. Brasseys, London 1995, ISBN 1-85753-146-9.
- Military Blunders: The how and why of military failure. Robinson, London 1997, ISBN 1-85487-918-9.
  - deutsch: Die größten Fehlschläge der Militärgeschichte. Von der Schlacht im Teutoburger Wald bis zur Operation Desert Storm. Übersetzt von Helmut Dierlamm und Karlheinz Dürr. Heyne, München 2001, ISBN 3-453-19073-4.
- The Indian Mutiny: 1857. Penguin Books, London 2003, ISBN 0-14-100554-8.
- Victoria's Wars: The Rise of Empire. Penguin, London 2007, ISBN 978-0-14-100555-3.
- War: from ancient Egypt to Iraq. (Als Herausgeber) Doring Kindersley, London 2009, ISBN 978-1-4053-4133-2.
  - deutsch: Die Geschichte des Krieges: Vom Altertum bis heute. Doring Kindersley, München 2010, ISBN 978-3-8310-1706-5.
- Operation Thunderbolt: Flight 139 and the Raid on Entebbe Airport. Hodder & Stoughton, London 2015, ISBN 978-1-4447-6251-8.

### Historische Romane
- Zulu Hart. Hodder & Stoughton, London 2009, ISBN 978-0-340-95362-4.
- Hart of Empire, Hodder & Stoughton, London 2010, ISBN 978-0-340-95365-5.

### Fernsehdokumentationen (als wissenschaftlicher Berater)
- The Desert Rats. ITV1, November 1999.
- Zulu: The True Story, in der Reihe Timewatch. BBC2, Oktober 2003.
- Queen Elizabeth’s Lost Guns, in der Reihe Timewatch. BBC2, März 2009.